# Лезардриё
Лезардриё (фр. Lézardrieux, брет. Lezardrev) — коммуна во Франции, находится в регионе Бретань. Департамент — Кот-д’Армор. Входит в состав кантона Трегье. Округ коммуны — Ланьон.
Код INSEE коммуны — 22127.

## География
Коммуна расположена приблизительно в 400 км к западу от Парижа, в 130 км северо-западнее Ренна, в 40 км к северо-западу от Сен-Бриё.
Коммуна расположена на западном берегу эстуария реки Триё.

## Население
Население коммуны на 2016 год составляло 1 469 человек.
| 1962 | 1968 | 1975 | 1982 | 1990 | 1999 | 2008 | 2016 |
| ---- | ---- | ---- | ---- | ---- | ---- | ---- | ---- |
| 2014 | 1842 | 1834 | 1859 | 1707 | 1629 | 1624 | 1469 |

## Администрация
| Период | Период | Фамилия         | Партия | Примечания |
| ------ | ------ | --------------- | ------ | ---------- |
| 1959   | 1995   | Марсель Ле Кор  |        |            |
| 1995   | 2001   | Ален Жезекель   |        |            |
| 2001   | 2014   | Жозеф Ле Бийе   |        |            |
| 2014   |        | Марсель Тюрюбан |        | пенсионер  |

## Экономика
В 2007 году среди 877 человек в трудоспособном возрасте (15—64 лет) 590 были экономически активными, 287 — неактивными (показатель активности — 67,3 %, в 1999 году было 64,0 %). Из 590 активных работали 532 человека (278 мужчин и 254 женщины), безработных было 58 (36 мужчин и 22 женщины). Среди 287 неактивных 64 человека были учениками или студентами, 132 — пенсионерами, 91 были неактивными по другим причинам.

## Достопримечательности
- Церковь Св. Иоанна Крестителя (XV—XVI века). Исторический памятник с 1948 года[3]
- Висячий мост Лезардриё[фр.]. Построен между 1836 и 1840 годами. Главный пролёт — 112 м (до 1925 года — 152 м), общая длина — 261 м.

## Города-побратимы
- Моранжи (Франция)

## Фотогалерея

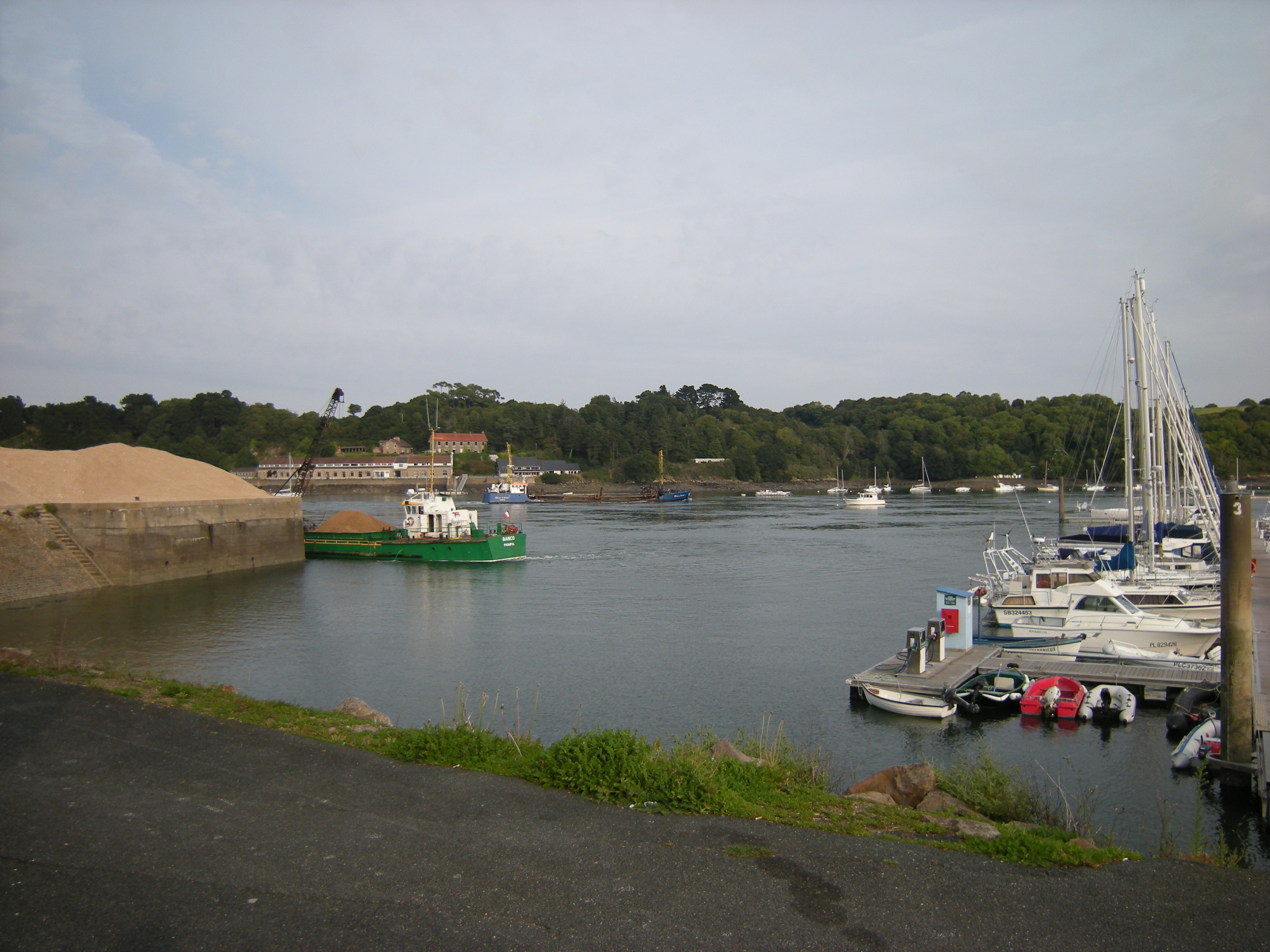
Порт
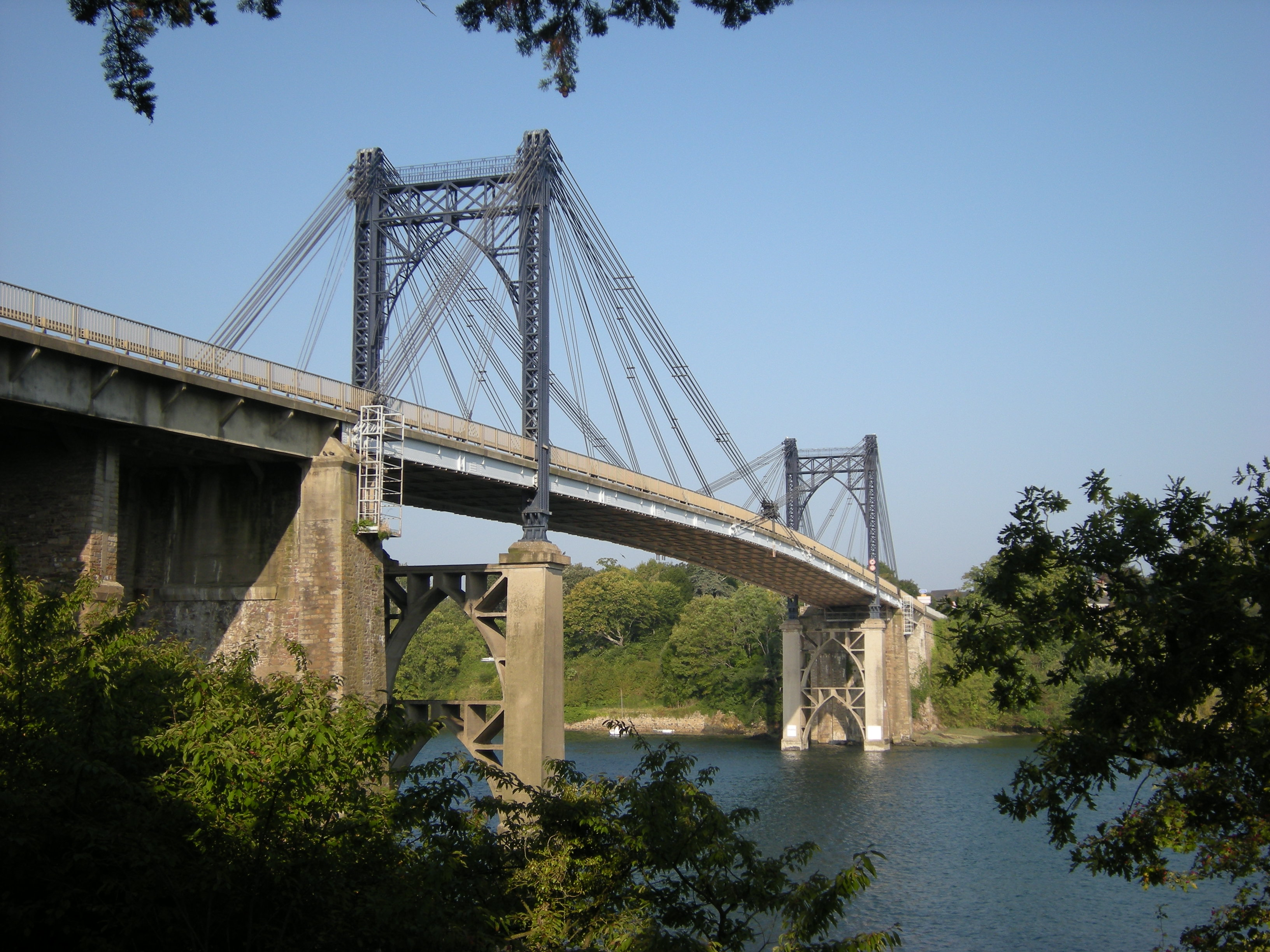
Висячий мост Лезардриё